# Amaka Igwe
Amaka Igwe, nacida el 2 de enero de 1963  y fallecida el 28 de abril de 2014, era una productora, directora, empresaria y gerente de una emisora de radio nigeriana. Fundó la BoB TV Expo y fue la directora general de Top Radio 90.9 Lagos, Amaka Igwe Studios y Q Entertainment Networks. Sus créditos incluyen la producción y dirección de las exitosas series de televisión Checkmate y Fuji House of Commotion, y las películas de Nollywood RattleSnake y Violated.

## Biografía
Amaka Isaac-Ene nació el 2 de enero de 1954 en Port Hancourt. Estudió en la All Saints School (actual Trans Ekulu Primary School), en la Girls High School Awkunanaw en Enugu y en el Idia College en la ciudad de Benín, capital del Estado de Edo. Luego estudió educación y religión en la Universidad Obafemi Awolowo y obtuvo un máster en la Universidad de Ibadán.
Produjo exitosas series de televisión como Jaque Mate y Fuji House of Commotion.
También produjo películas directamente en video, de algunas de las cuales se vendieron más de 300 000 copias.
Se casó con Charles Igwe en abril de 1993, un ex banquero convertido en productor  con quien tuvo tres hijos: Ruby, David y Daniel.
Murió por un ataque de asma y complicaciones subsecuentes.